# Ibititá
Ibititá is een gemeente in de Braziliaanse deelstaat Bahia. De gemeente telt 19.410 inwoners (schatting 2009).

## Aangrenzende gemeenten
De gemeente grenst aan Barro Alto, Canarana, Ibipeba, Lapão, Presidente Dutra en Uibaí.